# Back at One (singolo Brian McKnight)
Back at One è un singolo del cantante statunitense Brian McKnight, pubblicato il 9 agosto 1999 come primo estratto dall'album Back at One.

## Tracce
CD Maxi
1. Back At One (Radio Edit) – 3:24
2. Back At One (S.A. Town Raw Mix) – 4:40
3. Back At One (Groove Brothers Club Mix) – 6:45
4. Back At One (Johnny Vicious Club Mix) – 9:44

## Classifiche
| Classifiche (1999-00) | Posizione massima |
| --------------------- | ----------------- |
| Australia             | 24                |
| Germania              | 47                |
| Nuova Zelanda         | 7                 |
| Paesi Bassi           | 33                |
| Stati Uniti           | 2                 |
| Svizzera              | 73                |